# Société canadienne d'épidémiologie et de biostatistique
La Société canadienne d’épidémiologie et de biostatistique (SCEB) en anglais : Canadian Society for Epidemiology and Biostatistics (CSEB), fondée en 1990, est une organisation professionnelle favorisant la recherche épidémiologique et biostatistique au Canada,,. Sa mission consiste à améliorer la santé et le bien-être par l’intermédiaire de la recherche et de la pratique dans ces deux disciplines.

## Présentation
Le professeur Colin L. Soskolne, épidémiologiste rattaché à l’école de santé publique de l'Université de l'Alberta, en fut le président de 2007 à 2011. Au cours de la période 2007-2009, les responsables travaillèrent à remodeler et à dynamiser la Société, son nombre d’adhérents étant en croissance.  
La Société comprend des membres anglophones et est également connue sous le nom de Canadian Society for Epidemiology and Biostatistics,,.
Les bureaux de la SCEB sont situés à Ottawa. La Société compte actuellement 210[Quand ?] membres au Canada et à l’étranger.

## Présidence
- 1991–1993 : Nancy Kreiger
- 1993–1995 : Jean Joly
- 1995–1997 : Roy West
- 1997–1999 : Nancy Mayo
- 1999–2001 : Jack Siemiatycki
- 2001–2003 : Rick Gallagher
- 2003–2007 : Yang Mao
- 2007–2011 : Colin Soskolne
- 2011–2013 : Susan Jaglal
- 2013–2016 : Thy Dinh
- 2016–20?? : Mark Oremus